# ابن حيسداني
أبو جعفر بن حيسداني، أحد المهندسين في أوائل القرن السادس بمصر مدة الآمر بأحكام لله الفاطمي، ولم نقف له على ترجمة. وإنما ذكره المقريزي، في كلامه على الرصد من خططه في المهندسين الخمسة الذين كانوا مقيدين بخدمة المرصد مع ابن أبي يعيش المذكور قبله.